# Geoord helmkruid
Geoord helmkruid (Scrophularia auriculata) is een overblijvende plant die behoort tot de helmkruidfamilie (Scrophulariaceae). De plant komt van nature voor in West-Europa, Noordwest-Afrika en op de Azoren. De cultivar Scrophularia auriculata 'Variegata' met witgerande bladeren wordt in de siertuin gebruikt.
De plant wordt 60-120 cm hoog en heeft een scherp vierkantige, gevleugelde stengel. De vleugels zijn tot 1 mm breed. De onderste, tegenoverstaande, donkergroene, langwerpige, gekartelde bladeren hebben een hartvormige voet en aan de top van de bladsteel zitten meestal een of twee kleine zijlobben (oortjes), waaraan de plant zijn naam te danken heeft. De bovenste, gezaagde bladeren hebben geen lobben.

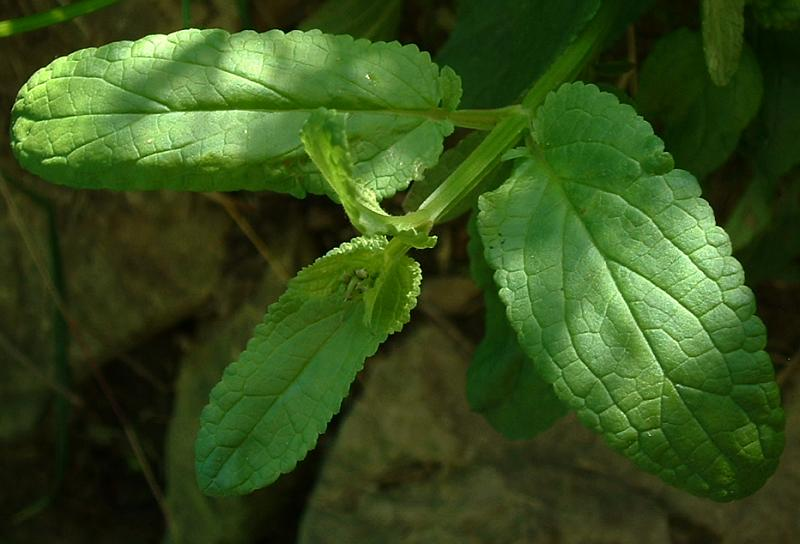
Gekartelde bladeren met kleine lobben

Geoord helmkruid bloeit van juni tot september aan het eind van de stengel met open tweelippige, donkerpaarsachtig bruine, 0,8-1 cm lange bloemen. De voet van de bloem is geelgroen. Het onder de bovenste kroonslippen zittende staminodium is rondachtig. De ronde kelkslippen zijn breed vliezig gerand. De schutbladen zijn lijnvormig. De bloeiwijzen zijn veelbloemige bijschermen, die in een pluim gerangschikt zijn.
De vrucht is een ronde doosvrucht.
De plant komt voor langs waterkanten op natte, voedselrijke, kalkhoudende grond.

## Namen in andere talen
- Duits: Wasser-Braunwurz
- Engels: Water Figwort
- Frans: Scrophulaire à oreillettes